# 삼성 갤럭시 버즈
삼성 갤럭시 버즈(영어: Samsung Galaxy Buds)는 2019년 2월 20일에 발표한 삼성전자의 무선 이어폰이다. 2019년 3월 8일에 정식 발매되었다.

## 버즈+

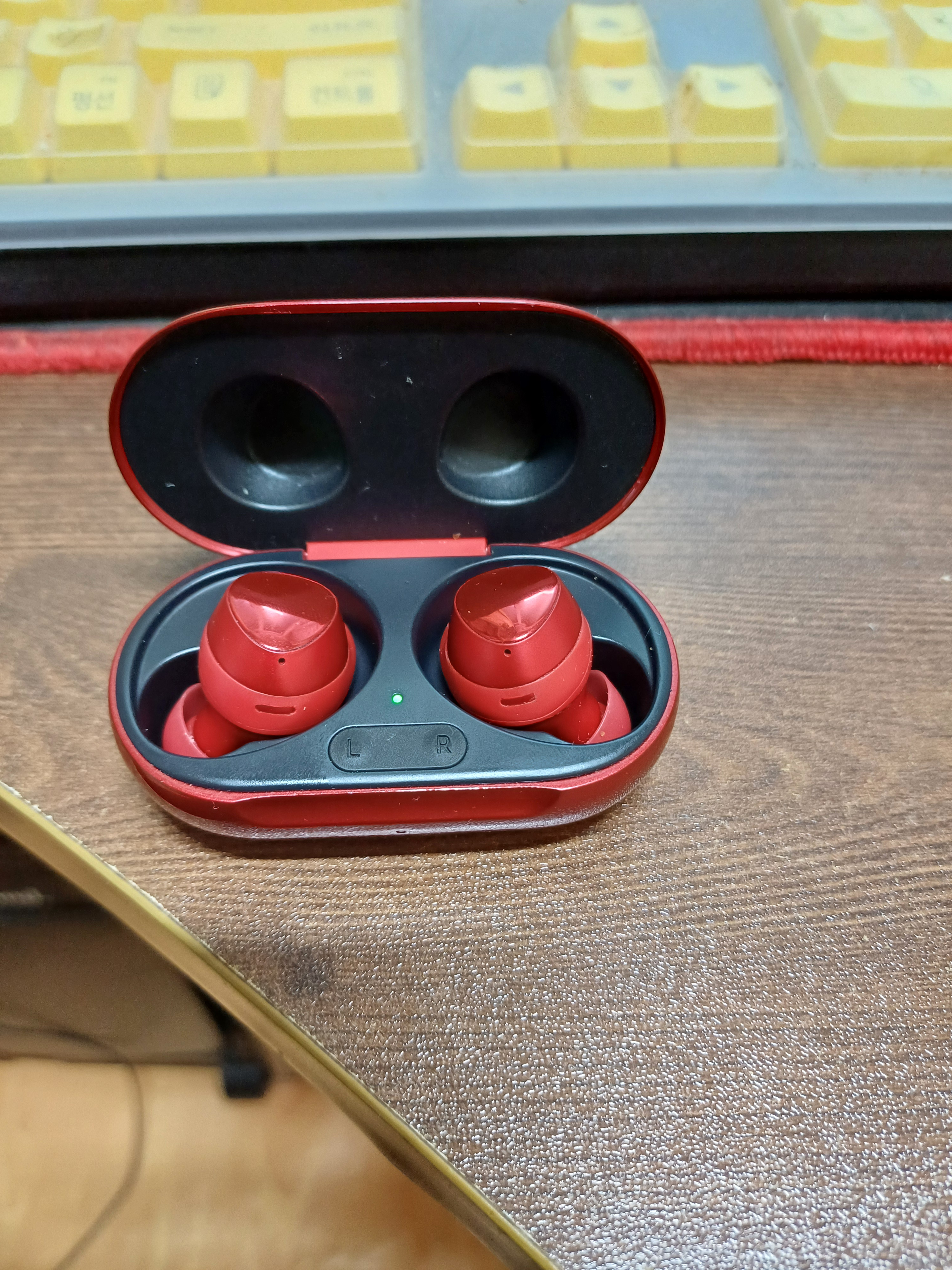
갤럭시 버즈 플러스

2020 언팩에서 2월12일 출시한 버즈+가 있다.
기존 버즈에 마이크가 1개(유닛기준)더 추가돼서(유닛기준)3개가됐다
-갤럭시 버즈+ BTS 에디션-
삼성과 국내 KPOP 가수 BTS가 제휴를 맺어 만든 버즈+이다. 방탄소년단을 상징하는 유광 보라색이다. 해당 에디션의 케이스에는 내부 NFC가 탑재되어 있어 핸드폰의 NFC 기능을 이용하여 BTS 테마를 다운받을 수 있다.

## 정보
| 삼성 갤럭시 버즈 | 삼성 갤럭시 버즈               |
| ---------------- | ------------------------------ |
| 제품             | 갤럭시 버즈 (Bluetooth®)       |
| 이어버드 크기    | 19.2 x 17.5 x 22.5(mm)         |
| 이어버드 무게    | 6g                             |
| 케이스 크기      | 26.5 x 70.0 x 38.8(mm)         |
| 무게             | 40g                            |
| 네트워크         | Bluetooth 5.0                  |
| 센서             | 가속도계, 근접 센서, 홀 센서   |
| 배터리           | 252 mAh 리튬 이온 배터리       |
| 충전             | 무선 충전 (WPC 자기 유도 방식) |

## 같이 보기
- 삼성 갤럭시 웨어러블
- 삼성 기어 아이콘X
- 삼성 기어 아이콘X (2018)
- 삼성 갤럭시 버즈 시리즈